# Jill Krause
Jill Beste Krause (* 17. Februar 1978 in Evergreen Park, Illinois) ist eine US-amerikanische Biathletin.

## Werdegang
Jill Krause, ehemalige Sportsoldatin der US-Armee aus St. Cloud, Minnesota, betreibt seit 1994 Biathlon und gehörte seit 2002 dem US-Nationalkader an. Sie gab ihr internationales Debüt als 45. in einem Sprint bei den Juniorenweltmeisterschaften 1998 in Jericho. Im folgenden Jahr gewann sie mit der US-Staffel einen Europacup in Friedenweiler. 2001 trat Krause erstmals bei den Europameisterschaften in Haute-Maurienne als auch bei den Biathlon-Weltmeisterschaften in Pokljuka an. In beiden Turnieren konnte sie keine herausragenden Ergebnisse erzielen, abgesehen davon, dass sie 2001 nach einem 30. Platz im Sprint in einer fehlerfreien Verfolgung auf den achten Platz vorlaufen konnte. Ebenso bei den Militärweltmeisterschaften des Jahres in Jericho, wo sie 26. im Sprint wurde. Zur Mitte der Saison 2001/02 debütierte Krause im Biathlon-Weltcup. In Antholz wurde sie 38. im Einzel. In der folgenden Saison gewann sie in Lahti als 20. in einem Sprint erstmals Weltcuppunkte und erreichte zugleich ihr bis heute bestes Weltcupergebnis. Recht erfolgreich verlief für Krause auch die Militärweltmeisterschaften 2004 in Östersund. Hier wurde sie Zehnte im Sprint und Sechste im Patrouillenlauf. Nach zweijähriger Pause trat Krause 2007 in Oberhof in einem Sprintrennen an und wurde 81.
Auf nationaler und nordamerikanischer Ebene gewann Krause bei den US- und Nordamerikameisterschaften 2005 die Titel im Sprint. Sie ist mit Jacob Beste verheiratet und arbeitet für die Minnesota State Patrol.

## Biathlon-Weltcup-Platzierungen
Die Tabelle zeigt alle Platzierungen (je nach Austragungsjahr einschließlich Olympische Spiele und Weltmeisterschaften).
- 1.–3. Platz: Anzahl der Podiumsplatzierungen
- Top 10: Anzahl der Platzierungen unter den ersten zehn (einschließlich Podium)
- Punkteränge: Anzahl der Platzierungen innerhalb der Punkteränge (einschließlich Podium und Top 10)
- Starts: Anzahl gelaufener Rennen in der jeweiligen Disziplin

| Platzierung         | Einzel | Sprint | Verfolgung | Massenstart | Staffel | Gesamt |
| ------------------- | ------ | ------ | ---------- | ----------- | ------- | ------ |
| 1. Platz            |        |        |            |             |         |        |
| 2. Platz            |        |        |            |             |         |        |
| 3. Platz            |        |        |            |             |         |        |
| Top 10              |        |        |            |             |         |        |
| Punkteränge         |        | 4      |            |             | 9       | 13     |
| Starts              | 13     | 30     | 14         |             | 12      | 69     |
| Stand: Karriereende |        |        |            |             |         |        |